# Mario Bianchi (ciclista)
Mario Bianchi (Turate, 25 novembre 1905 – Busto Arsizio, 12 settembre 1973) è stato un ciclista su strada italiano, professionista tra il 1928 ed il 1934.

## Carriera
Da dilettante si mise in luce vincendo la Coppa del Re e la Coppa Città di Busto Arsizio nel 1925.
Passato professionista nel 1928, corse tra le altre per la Gloria, la Legnano e la Bianchi. Si distinse come passista veloce, vincendo due volte il Criterium d'apertura e la Coppa d'Inverno, nel 1928 e nel 1929. Vinse in volata due tappe al Giro d'Italia 1929, a Siena e ad Alessandria. Nel 1931 si impose anche nella Tolone-Nizza.

## Palmarès
- 1925 (dilettanti)

Coppa del Re
Coppa Città di Busto Arsizio
- 1928 (Gloria/individuale, cinque vittorie)

Criterium d'Apertura
Coppa San Geo
Targa d'Oro Città di Legnano
Circuito del Medio Po
Coppa d'Inverno
- 1929 (Legnano, quattro vittorie)

Criterium d'Apertura
10ª tappa Giro d'Italia (Orvieto > Siena)
13ª tappa Giro d'Italia (Parma > Alessandria)
Coppa d'Inverno
- 1931 (JB Louvet, una vittoria)

Tolone-Nizza

## Piazzamenti

### Grandi Giri
- Giro d'Italia

1929: 30º
1930: 43º

### Classiche monumento
- Milano-Sanremo

1932: 41º
1934: 51º
- Giro di Lombardia

1928: 7º
1929: 7º